# يائير لبيد
يائير لبيد (بالعبرية: יאיר לפיד) ولد في 5 نوفمبر 1963، هو سياسي وصحفي إسرائيلي سابق شغل منصب رئيس وزراء إسرائيل منذ 1 يوليو 2022 بعد استقالة نفتالي بنت وحتى 29 ديسمبر 2022، كما أنه شغل منصب وزير الخارجية منذ 13 يونيو 2021 وحتى 29 ديسمبر 2022، وهو رئيس ومؤسس حزب "هناك مستقبل" ونائب في الكنيست الإسرائيلي. انتخب للمرة الأولى للكنيست التاسع عشر عام 2013، حيث كان حزبه مفاجأة الانتخابات بعد أن حقق نجاحًا فائقًا، بحصوله على 19 مقعدًا في أول مرة يخوض بها الانتخابات. رغم كونه حزبًا جديدًا، ليكون بذلك ثاني أكبر حزب في هذه الدورة، دخل في ائتلاف مع حكومة نتنياهو شغل خلاله منصب وزير المالية، إلا أن هذه الحكومة لم تعمر طويلًا واستمرت من 18-3-2013 وحتى 1-12-2014، حيث أعلن نتنياهو عن إقالة وزير المالية لبيد ووزيرة القضاء تسيبي ليفني عن (حزب الحركة)، وبالتالي كان يتوجب الإعلان عن حل الائتلاف والإعلان عن عقد انتخابات مجددة في مارس 2015. وفي هذه الانتخابات تراجع حزبه إلى 11 مقعدًا، واختار البقاء في المعارضة خلال حكومة نتنياهو العشرين.
يعرف لبيد كذلك كمؤلف وكاتب، وصدر له 11 كتابًا. كتب وأدى أدوارًا تمثيلية في أعمال سينمائية إسرائيلية، وكان صاحب مقال رأي أسبوعي لمدة 19 عامًا في صحيفة يديعوت. قبل دخوله المعترك السياسي، كان يعتبر أحد أشهر رجال الاعلام الإسرائيليين، وعمل في العديد من البرامج الحوارية والإخبارية الرئيسية.

## عائلته
لبيد هو ابن الكاتب والصحفي ورجل السياسة يوسف لبيد والأديبة شلوميت لبيد. ولد في تل أبيب. تربّى وترعرع في لندن وفي تل أبيب. لبيد خريج مدرسة الـ«جيمناسيا» العبرية في مدينة هرتلسيا، وقد شهد والده بأنه كان شابًا متمردًا هرب من المنزل وتعلم كيف يسكن وحده في ظروف صعبة. وقد قال والداه إنهما قد يئسا منه حتى التحق بجيش الدفاع الإسرائيلي. شقيقته، ميخال دوربان، قُتلت في حادث طرق في عام 1984، وشقيقته الثانية، ميراف، تعمل أخصائية في علم النفس الإكلينيكي. في منتصف الثمانينيات تزوج يائير من تمار ورُزق بمولود ذكر. وفي سنوات التسعينيات تزوج ثانية من المصورة ليهي لبيد، ورزقا بابن وابنة. من المعروف عن لبيد أنه من هواة الملاكمة.

## النشاط السياسي
في بداية عام 2010 كثرت الإشاعات في وسائل الإعلام عن إمكانية دخوله للسياسة، وقد تعرض لانتقادات بسبب تناقض المصالح وعمله في الإعلام. في يناير (كانون الثاني) 2012، وبعد المصادقة على القانون الذي ينص على وجوب خضوع الصحفيين المعنيين بالانضمام للسياسة لفترة «تبريد»، أعلن عن تخليه عن عمله في شبكة الأخبار التابعة للقناة الثانية ودخوله حلبة السياسة قبيل الانتخابات القادمة. وحسب ما نشر في وسائل الإعلام، فقد قام بهذا العمل تبعًا لنصيحة رئيس الحكومة السابق إيهود أولمرت. في شهر أبريل (نيسان) 2012 أعلن لبيد أن اسم حزبه الجديد سوف يكون «هناك مستقبل»، بالعبرية "יש עתיד".
يعتبر يائير لبيد منذ خوضه العمل السياسي منافسًا لبنيامين نتنياهو على رئاسة الوزراء، وبعد أن خاض انتخابات 2013 وحصل حزبه على 19 مقعدًا، تمكن من الدخول بقوة في ائتلاف مع بنيامين نتنياهو وحزبه الليكود، وإشغال منصب وزير المالية وإدارة حزبه لوزارة التربية والتعليم وغيرها، وفي هذه الدورة عرف عن تنسيقه القوي مع الحزب اليميني المتطرف "البيت اليهودي" ورئيسه نفتالي بينيت، حيث وقفا سدًا ضد «الحريديم» في الحكومة، وفي فترة ولايته في وزارة المالية اُنتقد لعدم تطبيقه وعوده الانتخابية، استمرار ارتفاع أسعار السكن وغلاء المعيشة. حكومة نتنياهو، بينت ولبيد لم تعمر طويلًا وأُعلن عن حلها في 1 ديسمبر 2014، وفي الانتخابات اللاحقة للكنيست العشرين والتي أُجريت في 17 مارس 2015، تراجع حزبه إلى 11 مقعدًا، وفي هذه الدورة قرر الجلوس في صفوف المعارضة.
يائير لبيد يصنف حزبه كحزب وسط. في مواقفه رفع شعارات العدالة الاجتماعية للطبقة الوسطى بالذات وصوّر نفسه كممثل لها، رغم أن ثروته تقدر بأكثر من 22 مليون شيكل. هو يؤيد حل الدولتين والانفصال عن الفلسطينيين، كضمان لبقاء إسرائيل ذات أغلبية يهودية، لا يقبل بحدود الـ-67، ويؤمن بوجوب إبقاء كتل استيطانية كبيرة ضمن حدود إسرائيل. في انتخابات 2013 اختار لبيد أن يعلن عن برنامجه السياسي في جامعة مستوطنة أرئيل بالذات. ينادي لبيد بالتجنيد الإجباري لليهود المتدينين والعرب. عرف عنه معارضته وتطبيقه سياسة ضد منح امتيازات لليهود المتدينين واتهامهم بالتطفل على الدولة والبطالة، كذلك وفي تصريحات أولى له عقب انتخابه للمرة الأولى عبر عن مواقف عنصرية تجاه المواطنين العرب في اسرائيل وأنه لن يجلس في المعارضة إلى جانبهم. وفي إحدى مبادراته كوزير للمالية لحل أزمة السكن من خلال منح إعفاء منالضرائب، اقترح استثناء العرب من هذا الحق، لكن لم يكمل هذا التشريع بسبب حل الحكومة.

## نشاطه على مواقع التواصل الاجتماعي
بعد الإعلان عن دخوله الحياة السياسية تميز لبيد في استخدامه لشبكات التواصل الاجتماعي من خلال صفحة الـ«فيس بوك» الشعبية الخاصة به، حيث يتبعه أكثر من 420000 شخص (في 18/8/2017). وهو من أول السياسيين الإسرائيليين الذين وظفوا هذه الأداة.

## منتج وشخصية إعلامية
بدأ لبيد بالعمل كمراسل في صحيفة «معاريف» الإسرائيلية، وفي عام 1988 عُيّن مُحرِّرًا للصحيفة المحلية «صحيفة تل أبيب» في مدينة تل أبيب. في عام 1991 أصبح كاتب عمود أسبوعي في مجلة نهاية الأسبوع، في البداية في «معاريف» ومن ثم في الصحيفة ذات الانتشار الأوسع في البلاد «يديعوت أحرونوت»، حيث يكتب هناك حتى يومنا هذا. في عام 1995 عمل كمقدّم برنامج الاستضافة الرئيسي في القناة الأولى، التي كانت تبث في ليلة السبت. منذ العام 1997 قام بتقديم برنامج اللقاءات «يائير لبيد مباشر في العاشرة»، وفي السنوات 2000-2008 قدم برنامج الاستضافة ذا الشعبية «يائير لبيد». كتب لبيد أحد عشر كتابًا، من بينها كتب التشويق «الرأس المزدوج»، و«الأحجية السادسة»، و«المرأة الثانية»، وكذلك رواية بعنوان «غروب الشمس في موسكو» والسيرة الذاتية لوالده «ذكريات بعد موتي: قصة يوسف (تومي) لبيد». في يناير (كانون الثاني) من العام 2008 بدأ بتقديم برنامج الأخبار الذي يحظى بشعبية واسعة في إسرائيل، في أيام الجمعة، بعنوان «أستوديو الجمعة».

## وصلات خارجية
- يائير لبيد على موقع IMDb (الإنجليزية)
- يائير لبيد على موقع الموسوعة البريطانية (الإنجليزية)
- يائير لبيد على موقع مونزينجر (الألمانية)
- يائير لبيد على موقع ألو سيني (الفرنسية)
- يائير لبيد على موقع ميوزك برينز (الإنجليزية)
- يائير لبيد على موقع ديسكوغز (الإنجليزية)
- يائير لبيد على موقع قاعدة بيانات الفيلم (الإنجليزية)
- يائير لبيد على موقع كينوبويسك (الروسية)
- العربية: مقدم برنامج تلفزيوني يطعّم فوز نتنياهو بمذاق الهزيمة
- المركز الفلسطيني للدراسات الإسرائيلية «الصحافي يائير لبيد-» نجم«جديد في الحلبة السياسية الإسرائيلية»
- «تأسيس حزب يهودي جديد باسم (هناك مستقبل) برئاسة الإعلامي الصهيوني يائير لبيد»
- «مذيع تلفزيوني في إسرائيل يدخل معترك السياسة منافسا محتملا لنتنياهو»
- موقع بانيت وصحيفة بانوراما «على خطى والده... يائير لبيد يدخل الحلبة السياسية»